# アデレード島
アデレード島（アデレードとう、Adelaide Island, Isla Adelaida もしくは Isla Belgrano）は、南極半島の西岸、マーガレット湾の北側にある島。長さ約120キロメートル、幅約32キロメートルの広さで、その大部分が氷に覆われている。位置は南緯67度25分、西経68度5分。
1832年、ジョン・ビスコー率いるイギリスの探検隊によって発見され、イギリス国王ウィリアム4世の王妃アデレードにちなんで命名された。最初の調査はジャン＝バティスト・シャルコ率いるフランスの南極探検隊（1908年 - 1910年）によってなされた。